# Camino Sinuoso
Camino Sinuoso é um filme de drama e suspense argentino de 2018 dirigido por Juan Pablo Kolodziej e estrelado por Juana Viale, Geraldine Chaplin, Arturo Puig e Antonio Birabent.
A trilha-sonora do filme foi toda ela composta pelo roqueiro argentino Fito Páez.

## Elenco
| Ator/Atriz             | Personagem                       |
| ---------------------- | -------------------------------- |
| Juana Viale            | Mia Siero                        |
| Arturo Puig            | David                            |
| Geraldine Chaplin      | Miny Barrios                     |
| Gustavo Pardi          | Gustavo Siero                    |
| Antonio Birabent       | Bruno                            |
| Hugo Arana             | Eduardo Siero                    |
| Javier Drolas          | Diego                            |
| Emma Lucía Beiza Rossi | Lucila Siero                     |
| María Marull           | Alejandra                        |
| Carolina Barbosa       | Mery                             |
| Juan Alari             | Román                            |
| Eugenia Kolodziej      | Milena                           |
| Matías Viale           | Dr. Gamarra                      |
| Abián Vainstein        | Dr. Wiñaski                      |
| Gera Maleh             | Milo Honorio                     |
| Diego Norberto Gómez   | Alberto Brahman                  |
| Ayelén Guerra          | Olga                             |
| Ester Fabris           | Lidia                            |
| Liliana Balaguer       | Nélida                           |
| Mora Maira             | Médica de Hospital de Villa Hans |

## Trilha-Sonora
A trilha-sonora do filme foi toda ela composta pelo roqueiro argentino Fito Páez. Foi lançada pelo selo Rodeo Music em 2 de novembro de 2018.

### Faixas
| N.º            | Título                   | Duração      |  |
| 1.             | "Títulos"                | 1:19         |  |
| 2.             | "Golpe a Mia"            | 2:27         |  |
| 3.             | "Viaje"                  | 1:35         |  |
| 4.             | "Convencerlo"            | 0:23         |  |
| 5.             | "La Lluvia Detrás de Ti" | 3:25         |  |
| 6.             | "Conocer a Lucila"       | 0:48         |  |
| 7.             | "Frente a la Casa"       | 0:41         |  |
| 8.             | "La Escuela"             | 1:35         |  |
| 9.             | "Tía y Sobrina"          | 0:43         |  |
| 10.            | "¿Qué Sabés?"            | 1:07         |  |
| 11.            | "Western 1"              | 1:12         |  |
| 12.            | "Diferencias"            | 0:51         |  |
| 13.            | "Corrompido"             | 0:28         |  |
| 14.            | "Western 2"              | 0:25         |  |
| 15.            | "Gustavo"                | 0:23         |  |
| 16.            | "Camino al Hotel"        | 0:44         |  |
| 17.            | "Camino a la Cabaña"     | 3:40         |  |
| 18.            | "Excepto a Vos"          | 0:58         |  |
| 19.            | "Te Quiero"              | 0:58         |  |
| 20.            | "Variaciones Páez"       | 3:08         |  |
| 21.            | "Gustavo y Luli"         | 1:00         |  |
| 22.            | "Amenaza"                | 1:13         |  |
| 23.            | "Rockabilly"             | 0:30         |  |
| 24.            | "Final"                  | 9:39         |  |
| Duração total: | Duração total:           | 39:00 aprox. |  |

## Prêmios e Indicações
| Ano  | Prêmio                                     | Categoria               | Indicação   | Resultado | Ref.  |
| ---- | ------------------------------------------ | ----------------------- | ----------- | --------- | ----- |
| 2019 | Associação Argentina de Críticos de Cinema | Melhor Ator Coadjuvante | Arturo Puig | Indicado  | [ 3 ] |